# 塩澤護
塩澤 護（しおざわ まもる、1921年（大正10年）7月30日 - 2009年（平成21年）2月20日）は、日本の実業家。第8代養命酒製造社長。

## 人物
長野県上伊那郡大草村（現中川村）出身。父の友茂は4代目と6代目と2度にわたって養命酒製造の社長をつとめた。明治大学商学部卒業。養命酒製造に入社。常務、専務をへて1973年、社長に就任。墓所は多磨霊園(22-1-29-2)

## 家族・親族
塩澤家
- 祖父・良一郎[1][2]
- 父・友茂[2]（養命酒製造4代目、6代目社長）[1]
- 母・リウ[2]
- 弟・崇浩[1]（養命酒製造代表取締役会長） ‐ 妻の富美子は島津製作所創業者島津源蔵 (初代)の曾孫
- 妻[1]
- 長男・太朗[1]（養命酒製造代表取締役社長、1948年 - ）
- 二男・公朗[1]（北野建設取締役[3]、1950年 - ）
  - 同妻（藤田一暁の長女）[1]
- 長女[1]

親戚
- 箕作家[1]
- 塩澤正治（養命酒製造5代目社長）[2] - 叔父（父の弟）。
- 藤田一暁（実業家）[1] - フジタ会長。二男の妻の父。
- 藤田正明（実業家、政治家）[1] - 参議院議長。
- 藤田雄山（政治家）[1] - 広島県知事。